# うどんこ病

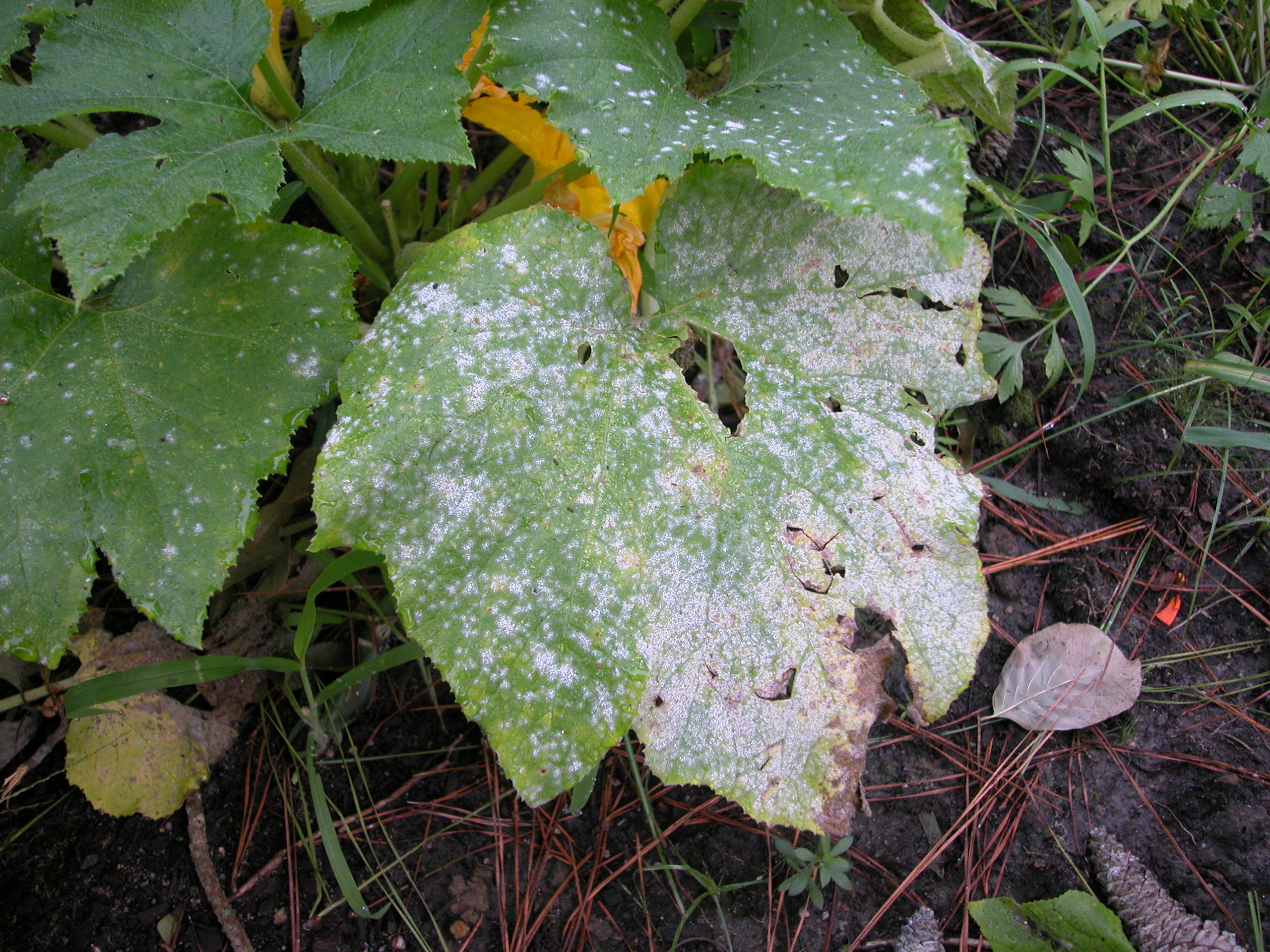
うどんこ病

うどんこ病（うどんこびょう）は子嚢菌の一種であるウドンコカビ（ウドンコカビ目ウドンコカビ科に属する菌類）によって被子植物に生じる植物病害の総称。ウドンコカビは被子植物の絶対寄生菌であり、裸子植物やシダ植物への感染例は報告されていない。

## 概要
うどんこ病（Powdery mildew）はべと病（Downy mildew）などとともに糸状菌病に分類される。なお、Mildewは一般的にカビのことも指す。
被子植物の約1万種に寄生することがわかっており、その宿主のほとんどは双子葉植物で、単子葉植物では麦類に限定的に確認されているに過ぎない。病気が出やすい野菜として、カボチャ、キュウリ、エンドウ、ナス、イチゴ、ニンジンなどがある。
盛夏を除く、春から秋（6 - 11月ごろ）に多く発生する。病原菌により、葉や茎がうどん粉をかけたように白いカビが広がる症状が出る。
うどんこ病菌の分生子は他の糸状菌よりも豊富に水分を含み、しかも吸湿性が良いため乾燥条件でも発芽できる。他の糸状菌と同様に高湿度下でよく増殖する。しかし分生子は過剰に水を含むと膨張し、原形質膜が破れて死ぬ事があり、発芽率が低下する。
予防・防除法として、土中の窒素が多いと発病しやすいため、窒素肥料は少なめにし、日当たりと株・葉の間を開けて風通しをよくする。また、発生した葉を取り除くといった方法がある。

## 種類
ブドウうどんこ病
ブドウにみられるものでブドウうどんこ病菌（Uncinula necator、分類体系の見直しではErysiphe necator）やブドウ・ノブドウうどんこ病菌（Erysiphe necator var. necator）によって生じる。
ムギうどんこ病
ムギにみられるものでBlumeria graminisによって生じる。防除対策として耐病性の強い品種の栽培、発病初期の薬剤散布などが行われる。
モモうどんこ病
モモにみられるものでSphaerotheca pannosaによって生じるほか、リンゴうどんこ病菌（Podosphaera leucotricha）でも生じる。防除対策として防除薬剤の散布などが行われる。
イチゴうどんこ病
イチゴにみられるものでSphaerotheca aphanisによって生じる。防除対策として薬剤の予防散布などが行われる。
トマトうどんこ病
トマトにみられるもので外部寄生性のOidium neolycopersiciによって生じる表生型と、内部寄生性のOidiopsisやLeveillulaによって生じる内生型がある。防除対策として予防的な薬剤散布などが行われる。
キュウリうどんこ病
キュウリにみられるもので外部寄生性のSphaerotheca cucurbitaeによって生じるものと、内部寄生性のOidiopsis siculaによって生じるものがある。防除対策として薬剤の予防散布が行われるほか、軟弱徒長の生育や窒素肥料の過多が発病につながるとされており適切な施肥を行う。
バラうどんこ病
バラにみられるものでPodosphaera pannosaやSphaerotheca pannosaによって生じる。防除対策として薬剤散布のほか、施設バラ栽培では夜間の暖房や昼間の換気が行われる。
クワ裏うどんこ病
クワにみられるものでクワ裏うどんこ病菌（Phyllactinia moricola）によって生じる。